# Michael Buchfürer
Michael Buchfürer (* um 1490 in Jena; † 1577 in Erfurt) oder Michael Buchführer, eigentlich Johann Michael alias  Michel Kremer war ein deutscher Buchhändler und Buchdrucker der Reformationszeit in Erfurt.

## Leben
Buchfürer trat 1510 in Erfurt als Buchführer auf, der 1521 in Erfurt erste Drucke veröffentlichte. Er ging Spätherbst 1523 bis Frühjahr 1524 nach Jena und wurde dadurch Jenas Erstdrucker. Nach seiner Rückkehr nach Erfurt erschienen bis 1525 noch einige Drucke, dann war er nur noch als Buchführer tätig. In Erfurt druckte er 35, in Jena 10 Werke. Er war der typische Drucker reformatorischer Flugschriften bzw. Reformationsdialogen, wobei den 28 Urdrucken nur 17 Nachdrucke gegenüberstehen. Einer seiner Autoren war sein Freund in Weimar Balthasar Stanberger. Nach Jena ging er zum Druck von Flugschriften des Andreas Bodenstein, genannt Karlstadt, doch druckte er auch 4 Schriften Martin Luthers und eine von Martin Reinhart. Man geht davon aus, dass jener seine Übersiedlung dorthin veranlasste. Im Jahre 1563 ist er zum letzten Male als Buchführer nachweisbar. Sein in Sohn Andreas übernahm 1577 seine Buchhandlung. Einige der von Buchführer gedruckten Predigten waren von Johann Diepold. Grundlegend für Buchfürer als Drucker der Reformation sind die Arbeiten von Martin von Hase.